# 加布里埃爾·利西特

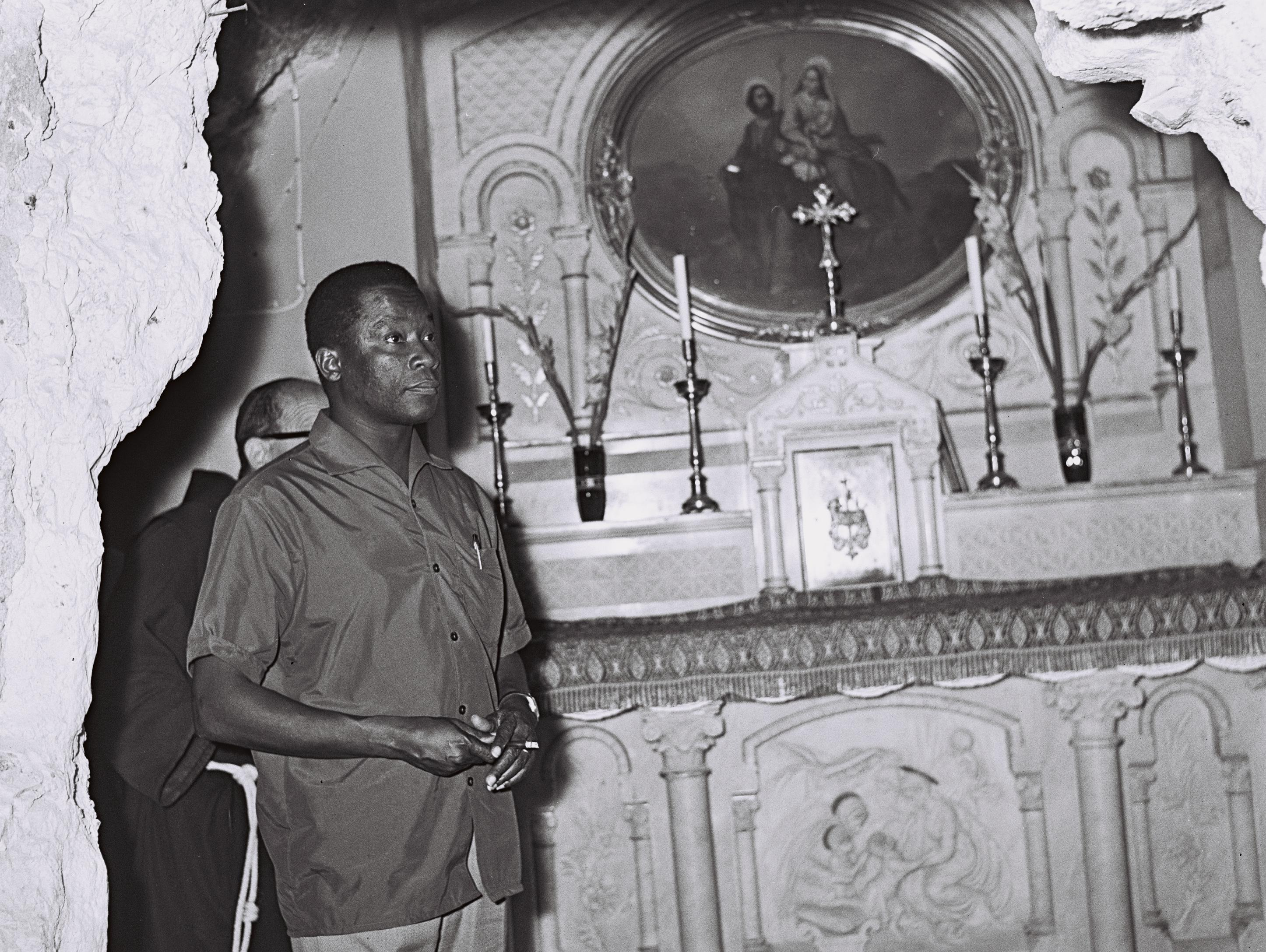
加布里埃爾·利西特。

加布里埃爾·弗朗西斯科·利西特（英語：Gabriel Francisco Lisette，1919年4月2日－2001年3月3日）是查德政治家，並且在法屬查德的非殖民化運動中扮演關鍵性角色。

## 外部連結
- （法文） The decolonisation（页面存档备份，存于） at Tchad Forum（页面存档备份，存于）